# Klenová
Klenová és un poble i municipi d'Eslovàquia. Es troba a la regió de Prešov, al nord del país.

## Història
La primera referència escrita de la vila data del 1548.

## Demografia
| Godina             | 1994 | 2004   | 2014   | 2024   |
| ------------------ | ---- | ------ | ------ | ------ |
| Nombre de persones | 515  | 533    | 530    | 496    |
| Diferència         |      | +3,49% | −0,56% | −6,41% |

| Godina             | 2023 | 2024   |
| ------------------ | ---- | ------ |
| Nombre de persones | 499  | 496    |
| Diferència         |      | −0,60% |